# Ydre landsfiskalsdistrikt
Ydre landsfiskalsdistrikt var 1918-1941 ett landsfiskalsdistrikt i Östergötlands län, bildat när Sveriges indelning i landsfiskalsdistrikt trädde i kraft den 1 januari 1918, enligt beslut den 7 september 1917. Landsfiskalsdistriktet avskaffades den 1 oktober 1941 (genom kungörelsen 28 juni 1941) när Sverige fick en ny indelning av landsfiskalsdistrikt och dess område överfördes till det nybildade Kisa landsfiskalsdistrikt.
Landsfiskalsdistriktet låg under länsstyrelsen i Östergötlands län.

## Ingående områden
Den 1 januari 1920 (enligt beslut den 13 juni 1919) överfördes den del av Malexanders landskommun som låg i Ydre landsfiskalsdistrikt till Göstrings landsfiskalsdistrikt.

### Från 1918
Ydre härad:
- Asby landskommun
- Norra Vi landskommun
- Sunds landskommun
- Svinhults landskommun
- Torpa landskommun
- Västra Ryds landskommun
- Del av Malexanders landskommun: Ydre häradsdel av Malexanders landskommun.[2]

### Från 1920
Ydre härad:
- Asby landskommun
- Norra Vi landskommun
- Sunds landskommun
- Svinhults landskommun
- Torpa landskommun
- Västra Ryds landskommun